# Circinoniesslia nectriae
Circinoniesslia nectriae är en svampart som beskrevs av Samuels & M.E. Barr 1998. Circinoniesslia nectriae ingår i släktet Circinoniesslia och familjen Niessliaceae.   Inga underarter finns listade i Catalogue of Life.